# الطريق الوطنية رقم 19 (تونس)
الطريق الوطنية رقم 19 أو ط و19 طريق رئيسية تونسية تصل بين مدينتي مدنين وبرج الخضراء (أقصى الحدود التونسية الجزائرية جنوبًا)، وهي تمرّ بالمدن التالية على التوالي:
- مدنين،
- تطاوين،
- برج الخضراء.